# Église Saint-Martial de Seuillet
Pour les articles homonymes, voir église Saint-Martial.
L'église Saint-Martial est une église catholique située à Seuillet, en France.

## Localisation
L'église est située dans le département français de l'Allier, sur la commune de Seuillet.

## Historique
L'édifice est classé au titre des monuments historiques en 1945.